# WWE Intercontinental Championship
WWE Intercontinental Championship este un titlu de wrestling al promoției WWE, care în prezent aparține diviziei SmackDown. Campionul actual este Dominik Mysterio. 

Actualul campion Gunther, care la peste 630 de zile a stabilit recordul atât pentru cea mai lungă domnie singulară, cât și pentru cele mai multe zile adunate ca și campion.

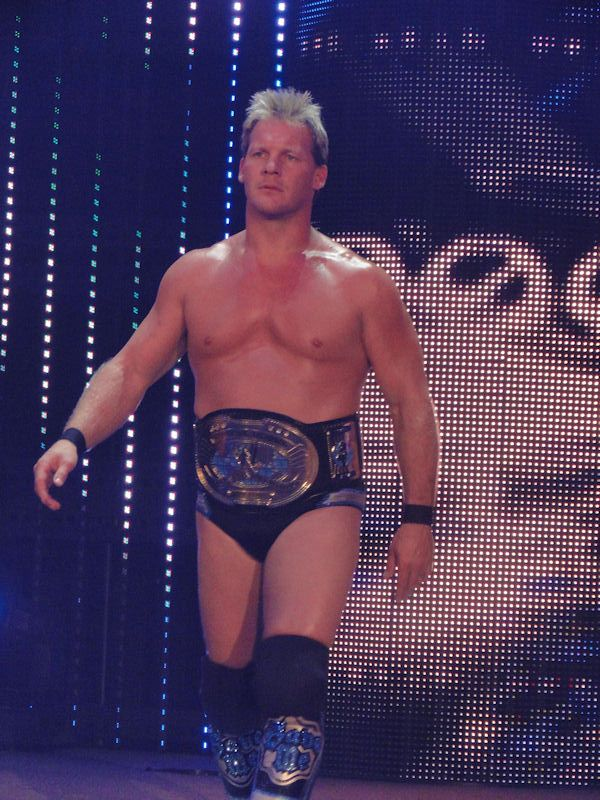
Chris Jericho are ce le mai multe campionate intercontinentale (9)

Data creării acestui titlu a fost în septembrie 1979. Chris Jericho deține un record în wrestlingul profesionist, acela de cele mai multe titluri Intercontinentale deținute, respectiv, 9. Cea mai lungă perioadă de deținere a acestui titlu îi aparține lui Honky Tonk Man cu 454 de zile fără întrerupere, dar cea mai scurtă îi aparține lui Triple H cu o singură secundă. Cel mai tânăr campion intercontinental a fost Jeff Hardy, având 23 de ani și 222 de zile. Cel mai bătrân campion a fost Ric Flair având 56 de ani. Cel mai greu campion a fost Big Show cu cele 220 de kg ale sale și cel mai slab a fost Chyna cu 70 kg.
Acest titlu sa mai numit în trecut WWF Intercontinental Heavyweight Championship și WWF Intercontinental Championship.Pat Patterson este primul deținător al acestei centuri pe 15 septembrie 1979. Pe 17 octombrie 1999,￼￼ Chyna a devenit prima și singura divă care a câștigat titlul intercontinental ,după ce a câștigat în fața lui Jeff Jarrett la No Mercy.

### Dețineri
Din iunie 4, 2025.
| #   | Wrestler               | Număr de dețineri | Data               | Durată (zile) | Eveniment                                      | Detalii suplimentare |
| --- | ---------------------- | ----------------- | ------------------ | ------------- | ---------------------------------------------- | --- |
| 1   | Pat Patterson          | 1                 | 1 septembrie 1979  | 233           | House Show                                     | L-a învins pe Johnny Rodz în finala unu-i turneu |
| 2   | Ken Patera             | 1                 | 21 aprilie 1980    | 231           | House Show                                     | |
| 3   | Pedro Morales          | 1                 | 8 decembrie 1980   | 194           | House Show                                     | Aceasta victorie l-a făcut Triple Crown Championship |
| 4   | Don Muraco             | 1                 | 20 iunie 1981      | 156           | House Show                                     | |
| 5   | Pedro Morales          | 2                 | 23 noiembrie 1981  | 425           | House Show                                     | |
| 6   | Don Muraco             | 2                 | 22 ianuarie 1983   | 425           | House Show                                     | |
| 7   | Tito Santana           | 1                 | 11 februarie 1984  | 226           | House Show                                     | |
| 8   | Greg Valentine         | 1                 | 24 septembrie 1984 | 226           | Maple Leaf Wrestling                           | |
| 9   | Tito Santana           | 2                 | 6 iulie 1985       | 217           | House Show                                     | A fost un Ladder Match |
| 10  | Randy Savage           | 1                 | 8 februarie 1986   | 414           | House Show                                     | |
| 11  | Ricky Steamboat        | 1                 | 29 martie 1987     | 65            | WrestleMania III                               | |
| 12  | The Honky Tonk Man     | 1                 | 2 iunie 1987       | 454           | Superstars of Wrestling                        | |
| 13  | The Ultimate Warrior   | 1                 | 29 august 1988     | 454           | Summerslam                                     | |
| 14  | Rick Rude              | 1                 | 2 aprilie 1989     | 148           | WrestleMania V                                 | |
| 15  | The Ultimate Warrior   | 2                 | 28 august 1989     | 216           | Summerslam                                     | |
| —   | Abandonat              | —                 | 1 aprilie 1990     | —             | WrestleMania VI                                | Titlul a fost declarat vacant după ce Warrior l-a învins pe Hulk Hogan pentru Campionatul din WWF |
| 16  | Mr. Perfect            | 1                 | 23 aprilie 1990    | 126           | Superstars of Wrestling                        | L-a învins pe Tito Santana în finala unu-i turneu. |
| 17  | Texas Tornado          | 1                 | 27 august 1990     | 84            | Summerslam                                     | |
| 18  | Mr. Perfect            | 2                 | 19 noiembrie 1990  | 280           | Superstars of Wrestling                        | |
| 19  | Bret Hart              | 1                 | 26 august 1991     | 144           | Summerslam                                     | |
| 20  | The Mountie            | 1                 | 17 ianuarie 1992   | 2             | House Show                                     | |
| 21  | Roddy Piper            | 1                 | 19 ianuarie 1992   | 77            | Royal Rumble                                   | |
| 22  | Bret Hart              | 2                 | 5 aprilie 1992     | 146           | WrestleMania VIII                              | |
| 23  | The British Bulldog    | 1                 | 29 august 1992     | 59            | Summerslam                                     | |
| 24  | Shawn Michaels         | 1                 | 27 octombrie 1992  | 202           | Saturday Night's Main Event                    | |
| 25  | Marty Jannetty         | 1                 | 17 mai 1993        | 20            | Raw                                            | |
| 26  | Shawn Michaels         | 2                 | 6 iunie 1993       | 113           | House Show                                     | |
| —   | Abandonat              | —                 | 27 septembrie 1993 | —             |                                                | Michaels a fost desprins de titlu după ce nu l-a apărat în 30 de zile. |
| 27  | Razor Ramon            | 1                 | 27 septembrie 1993 | 198           | Raw                                            | A câștigat un Battle Royal câștigând campionatul vacant. |
| 28  | Diesel                 | 1                 | 13 aprilie 1994    | 138           | Superstars of Wrestling                        | |
| 29  | Razor Ramon            | 2                 | 29 august 1994     | 146           | Summerslam                                     | |
| 30  | Jeff Jarrett           | 1                 | 22 ianuarie 1995   | 94            | Royal Rumble                                   | |
| —   | Bob Holly              | †                 | 26 aprilie 1995    | —             | Action Zone                                    | L-a învins pe Jarrett câștigând centura. În acea seară, s-a verificat că Jarrett avea picioarele sub corzi, fiind desprins de campionat. Aceasta deținere nu a fost recunoscută de WWE. |
| —   | Abandonat              | —                 | 26 aprilie 1995    | —             | Action Zone                                    | A fost declarat vacant după un meci între Jarrett și Holly unde victoria lui Holly nu a fost valită |
| 31  | Jeff Jarrett           | 2                 | 26 aprilie 1995    | 23            | Action Zone                                    | L-a învins pe Bob Holly recuperând campionatul |
| 32  | Razor Ramon            | 3                 | 19 mai 1995        | 2             | House Show                                     | |
| 33  | Jeff Jarrett           | 3                 | 21 mai 1995        | 63            | House Show                                     | |
| 34  | Shawn Michaels         | 3                 | 23 iulie 1995      | 91            | In Your House 2: The Lumberjacks               | |
| 35  | Dean Douglas           | 1                 | 22 octombrie 1995  | 0             | In Your House 4: Great White North             | A câștigat prin neprezentare, după ce Michaels a fost atacat în-trun club în Siracusa, New York. |
| 36  | Razor Ramon            | 4                 | 22 octombrie 1995  | 91            | In Your House 4: Great White North             | |
| 37  | Goldust                | 1                 | 21 ianuarie 1996   | 71            | Royal Rumble                                   | |
| —   | Abandonat              | —                 | 1 aprilie 1996     | —             | RAW Is WAR                                     | Declarat vacant după un meci între Goldust și Savio Vega terminat făra rezultat. |
| 38  | Goldust                | 2                 | 1 aprilie 1996     | 83            | RAW Is WAR                                     | L-a învins pe Savio Vega în-tro revanșă pentru a recupera titlul |
| 39  | Ahmed Johnson          | 1                 | 23 iunie 1996      | 50            | King of the Ring                               | |
| —   | Abandonat              | —                 | 12 august 1996     | —             | RAW Is WAR                                     | Johnson a renunțat la titlu după ce a fost atacat de Faarooq. |
| 40  | Marc Mero              | 1                 | 23 septembrie 1996 | 28            | RAW Is WAR                                     | L-a învins pe Faarooq în finala unui turneu |
| 41  | Hunter Hearst Helmsley | 1                 | 21 octombrie 1996  | 115           | RAW Is WAR                                     | |
| 42  | Rocky Maivia           | 1                 | 13 februarie 1997  | 74            | RAW Is WAR                                     | |
| 43  | Owen Hart              | 1                 | 28 aprilie 1997    | 97            | RAW Is WAR                                     | |
| 44  | Steve Austin           | 1                 | 3 august 1997      | 36            | Summerslam                                     | |
| —   | Abandonat              | —                 | 8 septembrie 1997  | —             |                                                | După o accidentare la gât a lui Steve Austin. |
| 45  | Owen Hart              | 2                 | 5 octombrie 1997   | 35            | In Your House: Badd Blood                      | L-a învins pe Faarooq în finala unui turneu |
| 46  | Steve Austin           | 2                 | 9 noiembrie 1997   | 29            | Survivor Series                                | |
| 47  | The Rock               | 2                 | 8 decembrie 1997   | 265           | Raw                                            | Austin i-a oferit titlul. Înainte era cunoscut ca Rocky Maivia. |
| 48  | Triple H               | 2                 | 30 august 1998     | 40            | Summerslam                                     | A fost un Ladder Match. |
| —   | Abandonat              | —                 | 9 octombrie 1998   | —             |                                                | După o accidentare a lui Triple H. |
| 49  | Ken Shamrock           | 1                 | 12 octombrie 1998  | 125           | Raw                                            | L-a învins pe X-Pac în finala unui turneu |
| 50  | Val Venis              | 1                 | 14 februarie 1999  | 29            | In Your House 27: St. Valentine's Day Massacre | Billy Gunn a fost arbitru special |
| 51  | Road Dogg              | 1                 | 15 martie 1999     | 14            | RAW Is WAR                                     | |
| 52  | Goldust                | 3                 | 29 martie 1999     | 14            | RAW Is WAR                                     | |
| 53  | The Godfather          | 1                 | 12 aprilie 1999    | 43            | RAW Is WAR                                     | |
| 54  | Jeff Jarrett           | 4                 | 25 mai 1999        | 60            | RAW Is WAR                                     | |
| 55  | Edge                   | 1                 | 24 iulie 1999      | 1             | House Show                                     | |
| 56  | Jeff Jarrett           | 5                 | 25 iulie 1999      | 2             | Fully Loaded                                   | |
| 57  | D'Lo Brown             | 1                 | 27 iulie 1999      | 26            | RAW Is WAR                                     | Campionatul european a lui Brown era pus în joc. |
| 58  | Jeff Jarrett           | 6                 | 22 august 1999     | 56            | Summerslam                                     | Jarrett a câștigat și campionatul european. |
| 59  | Chyna                  | 1                 | 17 octombrie 1999  | 56            | No Mercy                                       | A fost un Good Housekeeping match. |
| 60  | Chris Jericho          | 1                 | 12 decembrie 1999  | 22            | Armageddon                                     | |
| —   | Chris Jericho & Chyna  | †                 | 3 ianuarie 2000    | —             | Raw                                            | Pe 28 decembrie 1999 la SmackDown, s-a disputat un meci pentru titlu între Chyna și Jericho, ce a terminat la egalitate dupa dubla numaratoare de 3 si ambi au fost declarati campioni. WWE nu a recunoscut aceasta deținere în mod oficial. |
| 61  | Chris Jericho          | 2                 | 23 ianuarie 2000   | 35            | Royal Rumble                                   | I-a învins pe Hardcore Holly și Chyna pentru a deveni campion indiscutibil. |
| 62  | Kurt Angle             | 1                 | 27 februarie 2000  | 35            | No Way Out                                     | Angle era de asemenea campion european în acel moment. |
| 63  | Chris Benoit           | 1                 | 2 aprilie 2000     | 30            | WrestleMania 2000                              | I-a învins pe Angle și Jericho în-trun 2-out-of-3 Falls match. |
| 64  | Chris Jericho          | 3                 | 2 mai 2000         | 6             | SmackDown!                                     | |
| 65  | Chris Benoit           | 2                 | 8 mai 2000         | 43            | RAW Is WAR                                     | |
| 66  | Rikishi                | 1                 | 20 iunie 2000      | 14            | SmackDown!                                     | |
| 67  | Val Venis              | 2                 | 4 iulie 2000       | 54            | SmackDown!                                     | |
| 68  | Chyna                  | 2                 | 27 august 2000     | 8             | Summerslam                                     | A fost un Mixed Tag Team match în care Chyna a făcut echipa cu Eddie Guerrero împotriva lui Val Venis și Trish Stratus iar cine reușea numărătoarea câștiga centura. |
| 69  | Eddie Guerrero         | 1                 | 4 septembrie 2000  | 78            | RAW Is WAR                                     | I-a învins pe Chyna și Kurt Angle. |
| 70  | Billy Gunn             | 1                 | 21 septembrie 2000 | 19            | SmackDown!                                     | Emis pe 23 noiembrie. |
| 71  | Chris Benoit           | 3                 | 10 decembrie 2000  | 42            | Armageddon                                     | |
| 72  | Chris Jericho          | 4                 | 21 ianuarie 2001   | 72            | Royal Rumble                                   | A fost un Ladder Match |
| 73  | Triple H               | 3                 | 3 aprilie 2001     | 7             | SmackDown!                                     | Emis pe 5 aprilie |
| 74  | Jeff Hardy             | 1                 | 10 aprilie 2001    | 6             | SmackDown!                                     | Emis pe 12 aprilie |
| 75  | Triple H               | 4                 | 16 aprilie 2001    | 34            | RAW Is WAR                                     | |
| 76  | Kane                   | 1                 | 20 mai 2001        | 37            | Judgment Day                                   | A fost un Chain Match. |
| 77  | Albert                 | 1                 | 26 iunie 2001      | 27            | SmackDown!                                     | A fost un No DQ Match. Emis pe 28 iunie. |
| 78  | Lance Storm            | 1                 | 23 iulie 2001      | 27            | RAW Is WAR                                     | |
| 79  | Edge                   | 2                 | 19 august 2001     | 35            | Summerslam                                     | |
| 80  | Christian              | 1                 | 23 septembrie 2001 | 28            | Unforgiven                                     | |
| 81  | Edge                   | 3                 | 21 octombrie 2001  | 15            | No Mercy                                       | A fost un Ladder Match |
| 82  | Test                   | 1                 | 5 noiembrie 2001   | 13            | Raw                                            | |
| 83  | Edge                   | 4                 | 18 noiembrie 2001  | 63            | Survivor Series                                | În acest meci era în joc campionatul al Statelor Unite din WCW a lui Edge care a fost unificat cu cel intercontinental. |
| 84  | William Regal          | 1                 | 20 ianuarie 2002   | 56            | Royal Rumble                                   | |
| 85  | Rob Van Dam            | 1                 | 17 martie 2002     | 35            | WrestleMania X8                                | |
| 86  | Eddie Guerrero         | 2                 | 21 aprilie 2002    | 36            | Backlash                                       | |
| 87  | Rob Van Dam            | 2                 | 27 mai 2002        | 63            | Raw                                            | A fost un Ladder Match |
| 88  | Chris Benoit           | 4                 | 29 iulie 2002      | 27            | Raw                                            | |
| 89  | Rob Van Dam            | 3                 | 25 august 2002     | 22            | Summerslam                                     | |
| 90  | Chris Jericho          | 5                 | 16 septembrie 2002 | 14            | Raw                                            | |
| 91  | Kane                   | 2                 | 30 septembrie 2002 | 20            | Raw                                            | |
| 92  | Triple H               | 5                 | 20 octombrie 2002  | 0             | No Mercy                                       | A fost un meci pentru a unifica centura cu campionatul mondial la categoria grea a lui Triple H. |
| —   | Unificat               | —                 | 20 octombrie 2002  | 0             | No Mercy                                       | Cu Campionatul Mondial la Categoria Grea. |
| 93  | Christian              | 2                 | 18 mai 2003        | 50            | Judgment Day                                   | I-a învins pe Booker T, Val Venis, Chris Jericho, Goldust, Test, Lance Storm, Kane și Rob Van Dam în-trun Battle Royal pentru a renaște campionatul. |
| 94  | Booker T               | 1                 | 7 iulie 2003       | 34            | Raw                                            | |
| 95  | Christian              | 3                 | 10 august 2003     | 50            | House Show                                     | |
| 96  | Rob Van Dam            | 4                 | 26 septembrie 2003 | 28            | Raw                                            | A fost un Ladder Match. |
| 97  | Chris Jericho          | 6                 | 27 octombrie 2003  | 0             | Raw                                            | |
| 98  | Rob Van Dam            | 5                 | 27 octombrie 2003  | 48            | Raw                                            | A fost un Steel Cage Match |
| 99  | Randy Orton            | 1                 | 14 decembrie 2003  | 210           | Armageddon                                     | Mick Foley a fost arbitru special. |
| 100 | Edge                   | 5                 | 11 iulie 2004      | 57            | Vengeance                                      | |
| —   | Abandonat              | —                 | 6 septembrie 2004  | —             | Raw                                            | După o accidentare a lui Edge. |
| 101 | Chris Jericho          | 7                 | 12 septembrie 2004 | 37            | Unforgiven                                     | L-a învins pe Christian în-trun Ladder Match |
| 102 | Shelton Benjamin       | 1                 | 19 octombrie 2004  | 244           | Taboo Tuesday                                  | A primit șansa ka titlu prin voturile publicului |
| 103 | Carlito                | 1                 | 20 iunie 2005      | 90            | Raw                                            | |
| 104 | Ric Flair              | 1                 | 18 iulie 2005      | 155           | Unforgiven                                     | |
| 105 | Shelton Benjamin       | 2                 | 20 februarie 2006  | 69            | Raw                                            | |
| 106 | Rob Van Dam            | 6                 | 30 aprilie 2006    | 15            | Backlash                                       | Contractul banii în bancă a lui RVD era în joc. |
| 107 | Shelton Benjamin       | 3                 | 15 mai 2006        | 41            | Raw                                            | A fost un Handicap 3-on-2 Texas Tornado match în care Benjamin a făcut echipă cu Chris Masters si Triple H împotriva lui RVD si Campionul WWE John Cena. |
| 108 | Johnny Nitro           | 1                 | 25 iunie 2006      | 99            | Vengeance                                      | I-a învins pe Benjamin și Carlito. |
| 109 | Jeff Hardy             | 2                 | 2 octombrie 2006   | 35            | Raw                                            | |
| 110 | Johnny Nitro           | 2                 | 6 noiembrie 2006   | 7             | Raw                                            | A fost un No Disqualification match. |
| 111 | Jeff Hardy             | 3                 | 13 noiembrie 2006  | 98            | Raw                                            | |
| 112 | Umaga                  | 1                 | 19 februarie 2007  | 56            | Raw                                            | |
| 113 | Santino Marella        | 1                 | 16 aprilie 2007    | 77            | Raw                                            | A fost un No Holds Barred match. Marella a fost selectat din public de Vince McMahon. |
| 114 | Umaga                  | 2                 | 2 iulie 2007       | 62            | Raw                                            | |
| 115 | Jeff Hardy             | 4                 | 2 septembrie 2007  | 190           | Raw                                            | Emis pe 3 septembrie. |
| 116 | Chris Jericho          | 8                 | 10 martie 2008     | 111           | Raw                                            | |
| 117 | Kofi Kingston          | 1                 | 29 iunie 2008      | 49            | Night of Champions                             | |
| 118 | Santino Marella        | 2                 | 17 august 2008     | 85            | Summerslam                                     | A câștigat titlul în-trun Mixed Tag Team match unde a făcut echipa cu Beth Phoenix contra lui Kofi si campioana feminina Mickie James unde s-a stipulat ca castigatorul obtinea ambele titluri |
| 119 | William Regal          | 2                 | 10 noiembrie 2008  | 70            | Raw                                            | |
| 120 | CM Punk                | 1                 | 19 ianuarie 2009   | 49            | Raw                                            | A fost un No Disqualification match. |
| 121 | John Bradshaw Layfield | 1                 | 9 martie 2009      | 27            | Raw                                            | |
| 122 | Rey Mysterio           | 1                 | 5 aprilie 2009     | 63            | WrestleMania XXV                               | |
| 123 | Chris Jericho          | 9                 | 7 iunie 2009       | 21            | Extreme Rules                                  | A fost un No Holds Barred match. |
| 124 | Rey Mysterio           | 2                 | 28 iunie 2009      | 65            | The Bash                                       | A fost un meci Mască vs titlu. |
| 125 | John Morrison          | 3                 | 1 septembrie 2009  | 103           | SmackDown!                                     | Emis pe 4 septembrie. Înainte cunoscut ca Johnny Nitro. |
| 126 | Drew McIntyre          | 1                 | 13 decembrie 2009  | 161           | TLC                                            | Considerat ca o deținere continua pâna la Over the Limit. Schimbările intermedi nu au fost recunoscute de WWE prin ordinea lui Vince McMahon. |
| —   | Abandonat              | †                 | 4 mai 2010         | —             | SmackDown                                      | Declarat vacant dupa concedierea lui McIntyre din partea lui Teddy Long. Schimbare ne recunoscută de WWE. |
| —   | Kofi Kingston          | †                 | 11 mai 2010        | —             | SmackDown                                      | L-a învins pe Christian in finala unui turneu. Campion ne recunoscut de WWE. |
| —   | Drew McIntyre          | †                 | 11 mai 2010        | —             | SmackDown                                      | I s-a înapoiat campionatul. Campionat ne recunoscut de WWE. |
| 127 | Kofi Kingston          | 2                 | 23 mai 2010        | 66            | Over the Limit                                 | |
| 128 | Dolph Ziggler          | 1                 | 28 iulie 2010      | 160           | SmackDown!                                     | Emis pe 6 august. |
| 129 | Kofi Kingston          | 3                 | 4 ianuarie 2011    | 77            | SmackDown!                                     | Emis pe 7 ianuarie. |
| 130 | Wade Barrett           | 1                 | 22 martie 2011     | 89            | SmackDown!                                     | Emis pe 25 martie. |
| 131 | Ezekiel Jackson        | 1                 | 19 iunie 2011      | 51            | Capitol Punishment                             | |
| 132 | Cody Rhodes            | 1                 | 9 august 2011      | 236           | SmackDown!                                     | Emis pe 12 august. În timpul deținerei, dizainul campionatului a schimbat. |
| 133 | Big Show               | 1                 | 1 aprilie 2012     | 28            | WrestleMania XXVIII                            | |
| 134 | Cody Rhodes            | 2                 | 29 aprilie 2012    | 21            | Extreme Rules                                  | A fost un Tables match |
| 135 | Christian              | 4                 | 20 mai 2012        | 64            | Over the Limit                                 | |
| 136 | The Miz                | 1                 | 23 iulie 2012      | 85            | Raw                                            | |
| 137 | Kofi Kingston          | 4                 | 16 octombrie 2012  | 74            | Main Event                                     | Emis pe 17 octombrie |
| 138 | Wade Barrett           | 2                 | 29 decembrie 2012  | 99            | Raw                                            | Emis pe 31 decembrie |
| 139 | The Miz                | 2                 | 7 aprilie 2013     | 1             | WrestleMania 31                                | |
| 140 | Wade Barrett           | 3                 | 8 aprilie 2013     | 69            | Raw                                            | |
| 141 | Curtis Axel            | 1                 | 16 iunie 2013      | 155           | Payback                                        | I-a învins pe Barrett și The Miz |
| 142 | Big E Langston         | 1                 | 18 noiembrie 2013  | 167           | Raw                                            | În timpul detineri, și-a scurtat numele ca Big E. |
| 143 | Bad News Barrett       | 4                 | 4 mai 2014         | 57            | Extreme Rules                                  | Înainte cunoscut ca Wade Barrett. |
| —   | Abandonat              | —                 | 30 iunie 2014      | —             | Raw                                            | După o accidentare a lui Barrett. |
| 144 | The Miz                | 3                 | 20 iulie 2014      | 28            | Battleground                                   | A fost un Battle Royal de 19 oameni. |
| 145 | Dolph Ziggler          | 2                 | 17 august 2014     | 35            | Summerslam                                     | |
| 146 | The Miz                | 4                 | 21 septembrie 2014 | 1             | Night of Champions                             | |
| 147 | Dolph Ziggler          | 3                 | 22 septembrie 2014 | 56            | Raw                                            | |
| 148 | Luke Harper            | 1                 | 17 noiembrie 2014  | 27            | Raw                                            | |
| 149 | Dolph Ziggler          | 4                 | 14 decembrie 2014  | 22            | TLC                                            | |
| 150 | Bad News Barrett       | 5                 | 5 ianuarie 2015    | 83            | Raw                                            | A fost un 2-out-of-3 Falls Match |
| 151 | Daniel Bryan           | 1                 | 29 martie 2015     | 43            | WrestleMania 31                                | I-a învins pe Bad News Barrett, Dolph Ziggler, Dean Ambrose, R-Truth, Stardust și Luke Harper în-trun Ladder Match |
| —   | Abandonat              | —                 | 11 mai 2015        | —             | Raw                                            | După o accidentare a lui Bryan. |
| 152 | Ryback                 | 1                 | 31 mai 2015        | 112           | Elimination Chamber                            | I-a învins pe Sheamus, R-Truth, King Barrett, Dolph Ziggler și Mark Henry în-trun Elimination Chamber Match |
| 153 | Kevin Owens            | 1                 | 20 septembrie 2015 | 84            | Night of Champions                             | |
| 154 | Dean Ambrose           | 1                 | 13 decembrie 2015  | 64            | TLC                                            | |
| 155 | Kevin Owens            | 2                 | 15 februarie 2016  | 48            | Raw                                            | I-a învins pe Dean Ambrose, Stardust, Tyler Breeze și Dolph Ziggler. |
| 156 | Zack Ryder             | 1                 | 3 aprilie 2016     | 1             | WrestleMania 32                                | I-a învins pe Kevin Owens, Dolph Ziggler, The Miz, Sami Zayn, Sin Cara și Stardust în-trun Ladder Match |
| 157 | The Miz                | 5                 | 4 aprilie 2016     | 188           | Raw                                            | |
| 158 | Dolph Ziggler          | 5                 | 9 octombrie 2016   | 37            | No Mercy                                       | A fost un meci Titlu vs carieră |
| 159 | The Miz                | 6                 | 15 noiembrie 2016  | 49            | SmackDown Live Episode 900                     | |
| 160 | Dean Ambrose           | 2                 | 3 ianuarie 2017    | 152           | SmackDown Live                                 | |
| 161 | The Miz                | 7                 | 4 iunie 2017       | 169           | Extreme Rules                                  | |
| 162 | Roman Reigns           | 1                 | 20 noiembrie 2017  | 63            | Raw                                            | |
| 163 | The Miz                | 8                 | 22 ianuarie 2018   | 76            | Raw 25 Years                                   | |
| 164 | Seth Rollins           | 1                 | 8 aprilie 2018     | 71            | WrestleMania 34                                | A fost un triple threat match din care a mai făcut parte și Finn Balor. |
| 165 | Dolph Ziggler          | 6                 | 18 iunie 2018      | 62            | Raw                                            | |
| 166 | Seth Rollins           | 2                 | 19 august 2018     | 119           | SummerSlam                                     | |
| 167 | Dean Ambrose           | 3                 | 16 decembrie 2018  | 29            | TLC: Tables, Ladders & Chairs                  | |
| 168 | Bobby Lashley          | 1                 | 14 ianuarie 2019   | 34            | Raw                                            | A fost un triple threat match din care a mai făcut parte și Seth Rollins. |
| 169 | Finn Bálor             | 1                 | 17 februarie 2019  | 22            | Elimination Chamber                            | A fost un 2-on-1 handicap match, Lashley a luptat alături de Lio Rush. |
| 170 | Bobby Lashley          | 2                 | 11 martie 2019     | 27            | Raw                                            | |
| 171 | Finn Bálor             | 2                 | 7 aprilie 2019     | 98            | WrestleMania 35                                | |
| 172 | Shinsuke Nakamura      | 1                 | 14 iulie 2019      | 201           | Extreme Rules                                  | |
| 173 | Braun Strowman         | 1                 | 31 ianuarie 2020   | 37            | Super SmackDown                                | |
| 174 | Sami Zayn              | 1                 | 8 martie 2020      | 65            | Elimination Chamber                            | Acesta a fost un 3-on-1 Handicap match, unde Shinsuke Nakamura și Cesaro au fost partenerii lui Zayn. Zayn a câștigat titlul datorită faptului că a fost cel care a făcut numărătoarea. |
| —   | Vacant                 | —                 | 12 mai 2020        | —             | Backstage                                      | Sami Zayn a fost deposedat de titlu după ce a ales să se abțină de la concurență în timpul pandemiei de COVID-19. În kayfabe, a susținut că este încă campion și a continuat să-și poarte copia centurii după ce s-a întors în august 2020. |
| 175 | AJ Styles              | 1                 | 8 iunie 2020       | 74            | SmackDown                                      | L-a învins pe Daniel Bryan într-o finală a turneului pentru titlul vacant. WWE recunoaște că această domnie începe pe 12 iunie 2020, când meciul a fost difuzat pe bandă întârziată. WWE listează în mod incorect domnia lui Styles cu o durată de 71 de zile, care se încheie pe 22 august 2020.                                                            |
| 176 | Jeff Hardy             | 1                 | 21 august 2020     | 37            | SmackDown                                      | Pe 28 august 2020, Sami Zayn s-a întors cu propria centură, pretinzând că este campionul legitim, deoarece nu a fost niciodată învins. WWE nu l-a recunoscut pe Zayn drept campion; asta a dus totusi la urmatorul meci pentru a determina campionul necontestat.                                                                                            |
| 177 | Sami Zayn              | 1                 | 21 august 2020     | 86            | Clash of Champions                             | Acesta a fost un meci cu scări în trei din care a mai făcut parte și AJ Styles, în care câștigătorul a trebuit să recupereze atât centura lui Jeff Hardy, cât și centura falsă a lui Zayn pentru a determina campionul absolut. WWE recunoaște că domnia lui Zayn se termină pe 25 decembrie 2020, când următorul episod a fost difuzat pe bandă întârziată. |
| 178 | Big E                  | 2                 | 22 decembrie 2020  | 110           | SmackDown                                      | Acesta a fost un meci de tip lumberjack. WWE recunoaște că domnia lui Big E începe pe 25 decembrie 2020, când episodul a fost difuzat pe bandă întârziată. |
| 179 | Apollo Crews           | 1                 | 11 aprilie 2021    | 124           | WrestleMania 37 Noaptea 2                      | A fost un Nigerian Drum Fight. |
| 180 | King Nakamura          | 2                 | 13 august 2021     | 182           | SmackDown                                      | Nakamura a câștigat titlul sub numele de King Nakamura; numele a revenit la Shinsuke Nakamura pe 8 octombrie 2021. WWE recunoaște că domnia lui Nakamura s-a încheiat pe 18 februarie 2022, când următorul episod a fost difuzat pe bandă întârziată. |
| 181 | Sami Zayn              | 3                 | 11 februarie 2022  | 21            | SmackDown                                      | WWE recunoaște că domnia lui Zayn începe pe 18 februarie 2022, când episodul a fost difuzat pe bandă întârziată. |
| 182 | Ricochet               | 1                 | 4 martie 2022      | 98            | SmackDown                                      | |
| 183 | Gunther                | 1                 | 10 iunie 2022      | 666           | SmackDown                                      | Titlul a devenit exclusiv brandului Raw în urma Draft-ului WWE din 2023. Este, de asemenea, cea mai lungă posesie din istoria Campionatului Intercontinental. |
| 184 | Sami Zayn              | 4                 | 6 aprilie 2024     | 119           | WrestleMania XL                                | |
| 185 | Bron Breakker          | 1                 | 3 august 2024      | 51            | SummerSlam                                     | |
| 186 | Jey Uso                | 1                 | 23 septembrie 2024 | 28            | Raw                                            | |
| 187 | Bron Breakker          | 2                 | 21 octombrie 2024  | 180           | Raw                                            | |
| 188 | Dominik Mysterio       | 1                 | 20 aprilie 2025    | 45+           | Wrestlemania 41                                | |

## Dețineri combinate
La iunie 4, 2025.
| † | Indică campionul actual |

| Poziție | Wrestler                 | Dețineri | Zile | Zile totale recunoscute de WWE |
| ------- | ------------------------ | -------- | ---- | ------------------------------ |
| 1       | Gunther †                | 1        | 630+ | 630+                           |
| 2       | Pedro Morales            | 2        | 619  | 617                            |
| 3       | The Miz                  | 8        | 597  | 592                            |
| 4       | Don Muraco               | 2        | 541  | 539                            |
| 5       | The Honky Tonk Man       | 1        | 454  | 454                            |
| 6       | Tito Santana             | 2        | 443  | 441                            |
| 7       | Razor Ramon              | 4        | 437  | 434                            |
| 8       | The Ultimate Warrior     | 2        | 434  | 432                            |
| 9       | Randy Savage             | 1        | 414  | 413                            |
| 10      | Mr. Perfect              | 2        | 406  | 404                            |
| 10      | Shawn Michaels           | 3        | 406  | 403                            |
| 12      | Wade Barrett             | 5        | 397  | 391                            |
| 13      | Shinsuke Nakamura        | 2        | 383  | 390                            |
| 14      | Dolph Ziggler            | 6        | 372  | 363                            |
| 15      | Jeff Hardy               | 5        | 366  | 359                            |
| 16      | Shelton Benjamin         | 3        | 354  | 352                            |
| 17      | The Rock                 | 2        | 339  | 337                            |
| 18      | Chris Jericho            | 9        | 318  | 311                            |
| 19      | Jeff Jarrett             | 6        | 298  | 284                            |
| 20      | Bret Hart                | 2        | 290  | 290                            |
| 21      | Greg Valentine           | 1        | 285  | 284                            |
| 22      | Big E                    | 2        | 277  | 273                            |
| 23      | Kofi Kingston            | 4        | 266  | 272                            |
| 24      | Cody Rhodes              | 2        | 257  | 254                            |
| 25      | Dean Ambrose             | 3        | 245  | 244                            |
| 26      | Pat Patterson            | 1        | 233  | 232                            |
| 27      | Ken Patera               | 1        | 231  | 230                            |
| 28      | Rob Van Dam              | 6        | 211  | 224                            |
| 29      | Randy Orton              | 1        | 210  | 209                            |
| 30      | John Morrison            | 3        | 209  | 206                            |
| 31      | Triple H                 | 5        | 196  | 200                            |
| 32      | Christian                | 4        | 192  | 192                            |
| 33      | Seth Rollins             | 2        | 190  | 190                            |
| 34      | Sami Zayn                | 3        | 172  | 167                            |
| 35      | Edge                     | 5        | 171  | 171                            |
| 36      | Goldust                  | 3        | 168  | 158                            |
| 37      | Santino Marella          | 2        | 162  | 160                            |
| 38      | Drew McIntyre            | 1        | 161  | 161                            |
| 39      | Curtis Axel              | 1        | 155  | 155                            |
| 39      | Ric Flair                | 1        | 155  | 153                            |
| 41      | Rick Rude                | 1        | 148  | 147                            |
| 42      | Chris Benoit             | 4        | 142  | 159                            |
| 43      | Diesel                   | 1        | 138  | 137                            |
| 44      | Kevin Owens              | 2        | 132  | 131                            |
| 44      | Owen Hart                | 2        | 132  | 130                            |
| 46      | Rey Mysterio             | 2        | 128  | 129                            |
| 47      | William Regal            | 2        | 126  | 124                            |
| 48      | Ken Shamrock             | 1        | 125  | 124                            |
| 49      | Apollo Crews             | 1        | 124  | 123                            |
| 50      | Finn Bálor               | 2        | 120  | 119                            |
| 51      | Umaga                    | 2        | 118  | 119                            |
| 52      | Eddie Guerrero           | 2        | 114  | 116                            |
| 53      | Ryback                   | 1        | 112  | 112                            |
| 54      | Ricochet                 | 1        | 98   | 98                             |
| 55      | Carlito                  | 1        | 90   | 90                             |
| 56      | The Texas Tornado        | 1        | 84   | 84                             |
| 57      | Val Venis                | 2        | 83   | 79                             |
| 58      | Roddy Piper              | 1        | 77   | 77                             |
| 59      | AJ Styles                | 1        | 74   | 71                             |
| 60      | Stone Cold Steve Austin  | 2        | 65   | 93                             |
| 60      | Ricky Steamboat          | 1        | 65   | 65                             |
| 62      | Chyna                    | 2        | 64   | 64                             |
| 63      | Roman Reigns             | 1        | 63   | 62                             |
| 64      | Bobby Lashley            | 2        | 61   | 60                             |
| 65      | The British Bulldog      | 1        | 59   | 59                             |
| 66      | Kane                     | 2        | 57   | 59                             |
| 67      | Ezekiel Jackson          | 1        | 51   | 54                             |
| 68      | Ahmed Johnson            | 1        | 50   | 58                             |
| 69      | CM Punk                  | 1        | 49   | 49                             |
| 70      | Daniel Bryan             | 1        | 43   | 43                             |
| 70      | The Godfather            | 1        | 43   | 43                             |
| 72      | Braun Strowman           | 1        | 37   | 36                             |
| 73      | Kurt Angle               | 1        | 35   | 35                             |
| 74      | Booker T                 | 1        | 34   | 34                             |
| 75      | Big Show                 | 1        | 28   | 27                             |
| 75      | Marc Mero                | 1        | 28   | 28                             |
| 77      | Albert                   | 1        | 27   | 25                             |
| 77      | John "Bradshaw" Layfield | 1        | 27   | 27                             |
| 77      | Lance Storm              | 1        | 27   | 27                             |
| 77      | Luke Harper              | 1        | 27   | 26                             |
| 81      | D'Lo Brown               | 1        | 26   | 27                             |
| 82      | Marty Jannetty           | 1        | 20   | 20                             |
| 83      | Billy Gunn               | 1        | 19   | 17                             |
| 84      | Rikishi                  | 1        | 14   | 14                             |
| 84      | Road Dogg                | 1        | 14   | 14                             |
| 86      | Test                     | 1        | 13   | 13                             |
| 87      | The Mountie              | 1        | 2    | 2                              |
| 88      | Zack Ryder               | 1        | 1    | 1                              |
| 89      | Dean Douglas             | 1        | <1   | <1                             |